# Siva (sang)
Siva er en sang af Smashing Pumpkins og titlen på den første single fra albummet Gish fra 1991. Sangen er skrevet af Billy Corgan.
Singlen udkom i efteråret 1991, og i modsætning til alle andre singler fra Smashing Pumpkins indeholdt singlen ikke nogen b-sider, men blot endnu en sang fra albummet nemlig "Window Paine".
Shiva er et ord, der stammer fra hinduismen. Billy Corgan brugte begrebet som i shiva og shakti, der kan fortolkes som feminin og maskulin, men da fandt han ud af, at shiva oftes bliver brugt i betegnelse for guden Shiva, fjernede han h'et for at kende forskel. Corgan overvejede i bandets tidlige år at kalde bandet for Siva, og der eksisterer sågar demobånd, hvorpå der står Siva i stedet for Smashing Pumpkins. Det blev dog med tiden droppet.
"Siva" blev kun udgivet som single i Storbritannien og Australien, og sangen blev inkluderet i en liveversion på ep'en Peel Sessions i 1992. I 2001 blev sangen inkluderet på bandets Greatest Hits-plade Rotten Apples. I 2008 kunne man downloade sangen til computerspillet Rock Band.

## B-sider
- "Window Paine"

"Window Paine" er skrevet af Billy Corgan og var også at finde på debutalbummet Gish.

## Musikvideo
Musikvideoen til "Siva" var den første musikvideo, som Smashing Pumpkins skulle lave. Den blev filmet i 1991 og viser skiftende mellem de indviduelle bandmedlemmer.

## Live
Siva blev skrevet af Corgan i 1990 og første gang indspillet til debutalbummet Gish i slutningen af 1990. Samme år havde bandet spillet sangen live for første gang i september. Som førstesingle fra Gish blev Siva naturligvis ofte spillet live på bandets første tre verdensturnéeer – Gish Tour (1991-1992), Siamese Dream Tour (1993-1994) og Infinite Sadness Tour (1995-1997). Ikke desto mindre er sangen med nogle få undtagelser ikke blevet spillet live siden februar 1997. Bandet spillede dog Siva ved deres to afskedskoncerter i Chicago, USA i 2000.